# Метью Ткачук
Метью Ткачук (англ. Matthew Tkachuk; нар. 11 грудня 1997, Скоттсдейл) — американський хокеїст, крайній нападник клубу НХЛ «Флорида Пантерс».

## Ігрова кар'єра
Хокейну кар'єру розпочав 2013 року в складі юніорської збірної США за програмою розвитку юніорського хокею США. Сезон 2015–16 Метью провів у складі клубу «Лондон Найтс».
2016 року був обраний на драфті НХЛ під 6-м загальним номером командою «Калгарі Флеймс». 7 липня 2016 року Метью підписав трирічний контракт з «Калгарі Флеймс».
Першу шайбу Метью закинув в переможній грі 4–3 проти «Баффало Сейбрс». 20 березня 2017 року він був дискваліфікований на дві гри за удар ліктем по обличчю захисника «Лос-Анджелес Кінгс» Дрю Дауті. Під час наступної зустрічі між цими двома командами, яка відбулася 29 березня, Ткачук знову відзначився бійкою цього разу з захисником Брейденом Мак-Неббом. Серед претендентів на Пам'ятний трофей Колдера американець посів сьоме місце.
7 грудня нападника дискваліфікували за те, що він ударив вінгера «Торонто Мейпл Ліфс» Метта Мартіна. Ткачук став другим наймолодшим гравцем в історії «Флеймс», який досяг 100 ігор, першим був Ден Квінн у 1985 році. 11 березня 2018 року Метью отримав травму в матчі проти «Нью-Йорк Айлендерс» та пропустив решту сезону.
Перед сезоном 2018–19 американця обрали віцекапітаном команди разом із Мікаелем Баклундом та Шоном Монагеном. Ткачук встановив новий власний рекорд за кількістю набраних очок за сезон і записав свій перший хет-трик у переможній грі 6–3 проти «Вегас Голден Найтс». 15 березня 2019 року Ткачук зробив свій 100-й асист у кар'єрі та став першим гравцем зі свого Драфту хто досяг такого результату.
25 вересня 2019 року нападник продовжив контракт з «Калгарі Флеймс» на три роки.
19 квітня 2022 Метью набрав 99-е очко в сезоні побивши рекорд свого батька 98-м очок за сезон. Через два дні набрав 100-е очко у переможній грі 4–2 проти «Даллас Старс» ставши другим гравцем разом із Остоном Метьюсом з драфту 2016 року хто набрав таку кількість очок за сезон. Загалом сезон 2021–22 став одним із найкращих в кар'єрі гравця та його партнерів по ланці Еліаса Ліндгольма та Джонні Годро.
Після завершення сезону його партнер по ланці Годро вирішив залишити «Флеймс» та на правах вільного агента перейшов до «Колумбус Блю-Джекетс». Зрештою після кількох спекуляцій в пресі 20 липня видання The Athletic повідомило, що Ткачук оголосив «Флеймс», що не перепідпише з командою довгостроковий контракт.
«Калгарі Флеймс» у липні 2022 року обміняли американця в обмін на трьох гравців клубу «Флорида Пантерс». 4 лютого 2023 року в матчі всіх зірок НХЛ Метью був визнаний найкращим гравцем. У першому сезоні в складі «пантер» Ткачук набрав рекордні 109 очок. За підсумками регулярного чемпіонату номінований на Пам'ятний трофей Гарта.
У сезоні 2023–24 років Метью в складі «пантер» став вперше володарем Кубка Стенлі.

## На рівні збірних
У складі юніорської збірної США став чемпіоном світу в 2015 році.
У складі молодіжної збірної США бронзовий призер чемпіонату світу 2016 року.

## Нагороди та досягнення
- Учасник матчу усіх зірок НХЛ — 2020, 2023.
- Друга команда всіх зірок НХЛ — 2022, 2023
- Володар Кубка Стенлі в складі «Флорида Пантерс» — 2024, 2025.

## Особисте життя
Метью Ткачук американець українського походження. Його батько Кіт також в минулому хокеїст. Рідний брат Ткачука — Бреді, також гравець НХЛ.

## Статистика

### Клубні виступи
| Сезон        | Клуб              | Ліга         | Регулярний сезон | Регулярний сезон | Регулярний сезон | Регулярний сезон | Регулярний сезон | Плей-оф | Плей-оф | Плей-оф | Плей-оф | Плей-оф |
| Сезон        | Клуб              | Ліга         | І                | Г                | П                | О                | ШХ               | І       | Г       | П       | О       | ШХ      |
| ------------ | ----------------- | ------------ | ---------------- | ---------------- | ---------------- | ---------------- | ---------------- | ------- | ------- | ------- | ------- | ------- |
| 2013–14      | США               | ХЛСШ         | 33               | 5                | 12               | 17               | 18               | —       | —       | —       | —       | —       |
| 2014–15      | США               | ХЛСШ         | 24               | 13               | 20               | 33               | 75               | —       | —       | —       | —       | —       |
| 2015–16      | «Лондон Найтс»    | ОХЛ          | 57               | 30               | 77               | 107              | 80               | 18      | 20      | 20      | 40      | 42      |
| 2016–17      | «Калгарі Флеймс»  | НХЛ          | 76               | 13               | 35               | 48               | 105              | 4       | 0       | 0       | 0       | 4       |
| 2017–18      | «Калгарі Флеймс»  | НХЛ          | 68               | 24               | 25               | 49               | 61               | —       | —       | —       | —       | —       |
| 2018–19      | «Калгарі Флеймс»  | НХЛ          | 80               | 34               | 43               | 77               | 62               | 5       | 2       | 1       | 3       | 18      |
| 2019–20      | «Калгарі Флеймс»  | НХЛ          | 69               | 23               | 38               | 61               | 74               | 6       | 1       | 1       | 2       | 10      |
| 2020–21      | «Калгарі Флеймс»  | НХЛ          | 56               | 16               | 27               | 43               | 55               | —       | —       | —       | —       | —       |
| 2021–22      | «Калгарі Флеймс»  | НХЛ          | 82               | 42               | 62               | 104              | 68               | 12      | 4       | 6       | 10      | 20      |
| 2022–23      | «Флорида Пантерс» | НХЛ          | 79               | 40               | 69               | 109              | 123              | 20      | 11      | 13      | 24      | 12      |
| 2023–24      | «Флорида Пантерс» | НХЛ          | 80               | 26               | 62               | 88               | 88               | 24      | 6       | 16      | 22      | 31      |
| Усього в НХЛ | Усього в НХЛ      | Усього в НХЛ | 590              | 218              | 361              | 579              | 636              | 71      | 24      | 37      | 61      | 157     |

### Збірна
| Рік                           | Команда                       | Турнір                        | Місце                         | І  | Г  | П  | О  | ШХ |
| ----------------------------- | ----------------------------- | ----------------------------- | ----------------------------- | -- | -- | -- | -- | -- |
| 2014                          | США                           | U17                           | 1                             | 6  | 4  | 3  | 7  | 2  |
| 2015                          | США                           | U18                           | 1                             | 7  | 2  | 10 | 12 | 4  |
| 2016                          | США                           | МЧС                           | 3                             | 7  | 4  | 7  | 11 | 6  |
| Юніорська та молодіжна збірна | Юніорська та молодіжна збірна | Юніорська та молодіжна збірна | Юніорська та молодіжна збірна | 20 | 10 | 20 | 30 | 12 |